# Negeta noloides
Negeta noloides är en fjärilsart som beskrevs av Max Wilhelm Karl Draudt 1950. Negeta noloides ingår i släktet Negeta och familjen trågspinnare. Inga underarter finns listade i Catalogue of Life.